# Hans Elzerman
Johan Reindert (Hans) Elzerman (Den Haag, 17 oktober 1954) is een voormalige Nederlandse zwemmer, jarenlang was hij trainer bij het Nationaal Zweminstituut Amsterdam. Tegenwoordig is hij onafhankelijk sporttechnisch-consulent en werkzaam als trainer voor onder andere De Dolfijn. Elzerman is de broer van zwemmers Henk Elzerman en Josien Elzerman.

## Zwemcarrière
Elzerman nam deel aan de Olympische Zomerspelen 1972 in München. Op dit toernooi strandde hij samen met Peter Prijdekker, Bert Bergsma en Roger van Hamburg in de series van zowel de 4x100 meter vrije slag als de 4x200 meter vrije slag.

## Trainersloopbaan
Sinds 2007 is Elzerman een van de trainers van het Nationaal Zweminstituut Amsterdam, eerder bekend onder de naam Top Zwemmen Amsterdam (TZA). Hij stopte met deze werkzaamheden in 2013 en ging verder als trainer voor onder andere De Dolfijn uit Amsterdam (waar hij voor zijn TZA-tijd ook al werkzaam was als Hoofdtrainer) en The Hague Swimming.

### Zwemmers onder begeleiding van Hans Elzerman

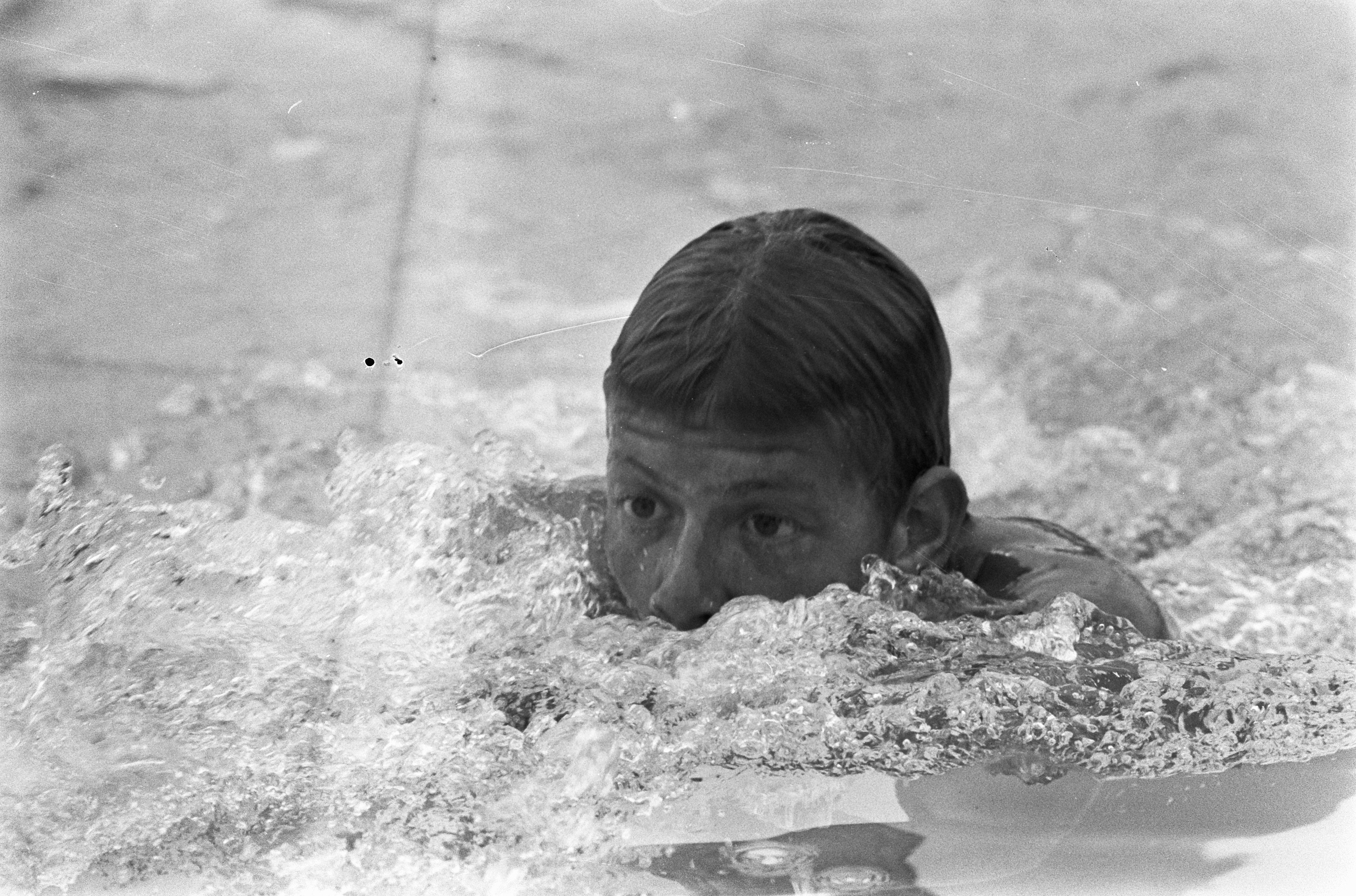
Hans Elzerman in 1973

- Jens Bakker
- Eline Boers
- Elise Bouwens
- Tessa Brouwer
- Lia Dekker
- Tim van Deutekom
- Sverre Eschweiler
- Lona Kroese
- Robin Neumann
- Moniek Nijhuis
- Roy Smeenge
- Kira Toussaint
- Rosa Veerman
- Esmeé Vermeulen
- Tamara van Vliet
- Evy Witlox
- Annemarie Worst
- Parand Zarekiani
- Noah De Schryver